# Longitarsus rutilus
Longitarsus rutilus là một loài bọ cánh cứng trong họ Chrysomelidae. Loài này được Illiger miêu tả khoa học năm 1807.